# Allach-Untermenzing
Kategorie:Wikipedia:Artikel ohne Wikidata-Datenobjekt

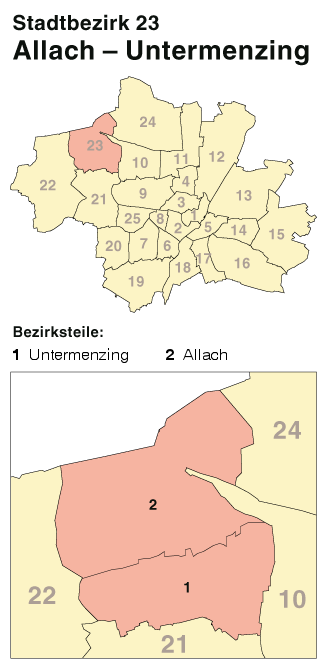
Khu vực trong quận

Allach-Untermenzing là quận 23 của thành phố München, thủ phủ của Bayern.
Quận này bao gồm một xã Untermenzing trước đó và hầu như một xã cũ Allach. Vẫn còn thấy phong cảnh phần nào của một làng. Quận Allach-Untermenzing có từ 1938 và thuộc những quận mà mặc dù có những tái cấu trúc vẫn không thay đổi mấy. 

## Vị trí
Quận nằm ngoài cùng ở phía Tây Bắc thành phố và trải dài 2 bên của sông Würm từ ranh giới của quận với Obermenzing (quận 21 Pasing-Obermenzing) ở phía Nam, theo hướng sông chảy tới ranh giới thành phố ở phía Bắc. Từ khi tái cấu trúc năm 1992 Dachauer Straße là ranh giới ở phía Đông, sau khi khu vực Rangierbahnhofes München-Nord, thuộc cánh đồng Allach, được cho nhập vào quận 10 Moosach.
Các quận lân cận là Feldmoching-Hasenbergl và Moosach ở phía Đông, Pasing-Obermenzing về phía Nam cũng như Aubing-Lochhausen-Langwied ở phía Tây. Về phía Bắc quận có ranh giới với xã Karlsfeld.